# Ondřej Kolář
Ondřej Kolář (Liberec, 17 ottobre 1994) è un calciatore ceco, portiere dello Slavia Praga.

## Palmarès
- Campionato ceco: 4

Slavia Praga: 2018-2019, 2019-2020, 2020-2021, 2024-2025
- Coppa della Repubblica Ceca: 4

Slavia Praga: 2017-2018, 2018-2019, 2020-2021, 2022-2023